# Flurona
Flurona je nestrokovni izraz za sočasno okužbo z virusoma gripe in SARS-CoV-2.
V prvem letu epidemije covida 19 so zaprtja družbe in nošenje mask pripomogli k zamejitvi širjenja gripe in primerov okužb skorajda ni bilo. S ponovnim odpiranjem družbe se je začelo povečevati število okuženih z gripo. Zaradi zvečane aktivnosti gripe ob veliki razširjenosti covida je bilo pričakovano, da bo prišlo tudi do sočasnih okužb. O prvem primeru dokazane in dokumentirane sookužbe so poročali 1. januarja 2022 iz Izraela, ko se je tudi začel pojavljati izraz flurona. Tudi V Braziliji so v začetku januarja poročali o štirih primerih. Pri 16-letniku iz Rio de Jainera so že 29. decembra 2021 dokazali prisotnost obeh virusov, vendar je njegova mati dvomila o točnosti izvida ter ga peljala na testiranje še v drug laboratorij, ki je sookužbo potrdil. O treh primerih (dveh enoletnikih in enem 52-letniku) so poročali iz brazilskega mesta Fortaleza; nobeden od okuženih ni imel zapletov. V začetku januarja je Zdravstveni sekretariat v Sao Paulo objavil, da so leta 2021 potrdili flurono pri 110 bolnikih. Nasploh velja, da se prvi primer sookužbe ni zgodil v začetku januarja 2022 v Izraelu; že v prvem letu epidemije so prepoznali sookužbe, najprej v Združenih državah Amerike.
V naši okolici so o prvem primeru poročali 3. januarja 2022, in sicer pri bolnici iz Hrvaške. 4. januarja 2022 so potrdili sookužbo tudi v Bosni in Hercegovini, in sicer pri hospitaliziranem bolniku, rojenem leta 2000.
Za določitev zdravstvenih posledic sookužbe so potrebne nadaljnje študije ter več podatkov. Tveganje za zaplete bi lahko bilo povečano pri starostnikih in drugih rizičnih osebah. Najboljši način preprečitve hospitalizacije in hudega poteka bolezni je cepljenje proti obema boleznima. Prav tako je pomembno upoštevanje drugih preprečevalnih ukrepov, kot so vzdrževanje medosebne razdalje, uporaba zaščitnih mask, izogibanje množicam ljudi, prezračevanje prostorov in higiena rok.